# 武田栄一
武田 栄一（たけだ えいいち、1912年9月12日 - 2003年1月29日） は、日本の原子力工学者。専門は原子炉物理学。東京工業大学（のちの東京科学大学）名誉教授。元日本原子力学会会長。

## 人物・経歴
1936年東京工業大学（のちの東京科学大学）電気化学科卒業、大阪帝国大学理学部副手。1939年大阪帝国大学理学部助手。1943年東京工業大学講師。1944年東京工業大学附属工業専門部教授。1948年東京工業大学助教授。1952年日本学術会議原子核特別委員会委員。1954年東京工業大学教授。1955年原子力平和利用国際会議日本政府代表顧問。1956年日本学術会議原子力特別委員会委員。1958年原子力委員会専門委員。1960年日本学術会議原子力特別委員会委員。1961年原子力委員会原子炉安全専門審査会審査委員。1962年東京工業大学理工学部附属原子炉研究施設長。1963年原子力委員会原子炉安全専門審査会審査委員。1964年原子力委員会委員、原子力委員会原子炉安全専門審査会会長。1971年日本原子力学会会長。1973年訪ソ原子力視察団顧問、日本原子力産業会議常任理事。1982年日本原子力産業会議顧問、勲二等瑞宝章受章。

## 著書
- 『原子炉』日刊工業新聞社 1956年
- 『原子炉ノート』オーム社 1956年
- 『原子物理学入門』電気書院 1956年
- 『原子力工学講座 第1（原子核物理学概論・中性子）』共立出版 1958年
- 『英米における原子力の現状』外務省国際協力局第三課 1956年
- 『原子物理学』共立出版 1961年
- 『基礎電気工学講座 第2 : 原子物理学』共立出版 1966年
- 『化学の入門と原子核の化学』内田老鶴圃新社 1971年